# Chrysiptera flavipinnis
Chrysiptera flavipinnis är en fiskart som först beskrevs av Allen och Robertson, 1974.  Chrysiptera flavipinnis ingår i släktet Chrysiptera och familjen Pomacentridae. IUCN kategoriserar arten globalt som livskraftig. Inga underarter finns listade i Catalogue of Life.